# Jamie Woodman (Snookerspieler)
Jamie Woodman (* 11. Juli 1971) ist ein ehemaliger englischer Snookerspieler aus Bristol, der zwischen 1991 und 1999 Profispieler war. In dieser Zeit gewann er das erste Event der WPBSA Minor Tour 1994/95 und erreichte das Viertelfinale der Thailand Open 1996 und Rang 68 der Snookerweltrangliste.

## Karriere
Ab Mitte der 1980er-Jahre nahm Woodman an verschiedenen britischen Meisterschaften teil. Neben einer Halbfinalteilnahme bei der U19-Meisterschaft gewann er dabei 1987 die U16-Meisterschaft. Bei der Hauptmeisterschaft gelang ihm im selben Jahr immerhin der Einzug ins Halbfinale der Süd-Qualifikation. Des Weiteren zog er ins Viertelfinale der Pontins Spring Open 1990 ein und nahm erfolglos an zwei Events der WPBSA Pro Ticket Series teil. Als die Profitour 1991 für alle Spieler geöffnet wurde, wurde Woodman schließlich Profispieler. Trotz vereinzelter Hauptrundenteilnahmen und des Siegs bei dem WPBSA-Minor-Tour-Event, das allerdings keinen Einfluss auf die Weltrangliste hatte, fand sich Woodman nach vier Saisons auf Platz 96 wieder.
Nachdem er aber in der folgenden Saison ins Viertelfinale der Thailand Open einzogen war, verbesserte er sich auf Rang 68. Danach kehrte er aber zu seiner alten Form zurück. Nachdem er noch im Rahmen der WPBSA Qualifying School 1997 seinen Profistatus hatte bestätigen können, zog er sich nur wenige Monate später vom Profisnooker zurück. Abgestürzt auf Platz 189, verlor er Mitte 1999 ganz offiziell seinen Profistatus. Heutzutage ist er in seiner Heimatstadt Bristol als Unternehmer aktiv.

## Erfolge
| Ausgang         | Jahr | Turnier                           | Finalgegner  | Ergebnis |
| --------------- | ---- | --------------------------------- | ------------ | -------- |
| Amateurturniere |      |                                   |              |          |
| Sieger          | 1987 | Britische U16-Meisterschaft       | Mark Peevers | 3:0      |
| Profiturniere   |      |                                   |              |          |
| Sieger          | 1994 | WPBSA Minor Tour – Event 1        | Matt Wilson  | 6:3      |
| Sieger          | 1997 | WPBSA Qualifying School – Event 1 | Karl Burrows | 5:2      |